# Eliminatórias da Copa do Mundo FIFA de 2026 – CONCACAF (segunda fase)
Esta página apresenta os resultados das partidas da segunda fase das eliminatórias da CONCACAF para a Copa do Mundo FIFA de 2026.

## Formato
Trinta times, os dois vencedores da primeira fase e os times da CONCACAF classificados de 1 a 28 com base no ranking da FIFA de dezembro de 2023, serão sorteados em seis grupos de cinco times. Eles jogaram partidas em turno único (duas em casa e duas fora), com os vencedores e vice-campeões dos grupos se classificando para a terceira fase.

## Participantes
O sorteio para esta fase foi realizado em 25 de janeiro de 2024 em Zurique na Suíça. As seleções foram divididas nos potes baseado no ranking da FIFA de dezembro de 2023.
| Pote 1 | Pote 2 | Pote 3 |
| --- | --- | --- |
| 1. Panamá (41) 2. Costa Rica (52) 3. Jamaica (55) 4. Honduras (76) 5. El Salvador (78) 6. Haiti (89)                         | 1. Curaçau (90) 2. Trinidad e Tobago (96) 3. Guatemala (108) 4. Nicarágua (134) 5. Antígua e Barbuda (142) 6. Suriname (143) | 1. São Cristóvão e Neves (147) 2. República Dominicana (151) 3. Guiana (157) 4. Porto Rico (160) 5. Santa Lúcia (167) 6. Cuba (169) |
| Pote 4 | Pote 5 | |
| 1. Bermudas (171) 2. São Vicente e Granadinas (173) 3. Granada (174) 4. Monserrate (176) 5. Barbados (178) 6. Dominica (180) | 1. Belize (182) 2. Aruba (193) 3. Ilhas Caimã (197) 4. Bahamas (202)                                                         | |

## Calendário
As partidas foram pré determinadas com base nos potes de onde as equipes foram sorteadas. A CONCACAF confirmou as datas das partidas em 29 de janeiro de 2024, com jogos a serem disputados de 5 a 11 de junho de 2024 e de 4 a 10 de junho de 2025.
| Partida | Data                |
| ------- | ------------------- |
| 2 v 4   | 5 de junho de 2024  |
| 1 v 3   | 6 de junho de 2024  |
| 5 v 2   | 8 de junho de 2024  |
| 4 v 1   | 9 de junho de 2024  |
| 3 v 5   | 11 de junho de 2024 |
| 4 v 5   | 4 de junho de 2025  |
| 2 v 3   | 6 de junho de 2025  |
| 5 v 1   | 7 de junho de 2025  |
| 3 v 4   | 10 de junho de 2025 |
| 1 v 2   | 10 de junho de 2025 |

## Grupos

### Grupo A
| Pos | Equipe            | Pts | J | V | E | D | GP | GC | SG  | Classificado  |  |     |     |     |     |     |
| --- | ----------------- | --- | - | - | - | - | -- | -- | --- | ------------- |  | --- | --- | --- | --- | --- |
| 1   | Honduras          | 12  | 4 | 4 | 0 | 0 | 12 | 2  | +10 | Terceira fase |  | —   | —   | 3–1 | —   | 2–0 |
| 2   | Bermudas          | 7   | 4 | 2 | 1 | 1 | 9  | 8  | +1  | Terceira fase |  | 1–6 | —   | —   | 5–0 | —   |
| 3   | Cuba              | 6   | 4 | 2 | 0 | 2 | 6  | 5  | +1  | Eliminados    |  | —   | 1–2 | —   | 3–0 | —   |
| 4   | Ilhas Caimã       | 3   | 4 | 1 | 0 | 3 | 1  | 9  | −8  | Eliminados    |  | 0–1 | —   | —   | —   | 1–0 |
| 5   | Antígua e Barbuda | 1   | 4 | 0 | 1 | 3 | 1  | 5  | −4  | Eliminados    |  | —   | 1–1 | 0–1 | —   | —   |

1. ↑  Cuba obteve uma vitória por 3–0, devido a problemas de visto da equipe das Ilhas Caimã.[7]

| 5 de junho de 2024 | Antígua e Barbuda | 1 – 1                                 | Bermudas | ABFA Technical Centre, Piggotts           |
| 15:00 (UTC−4)      | Deterville 26'    | Relatório (FIFA) Relatório (CONCACAF) | Ming 90' | Público: 404 Árbitro: DOM Adonis Carrasco |

| 6 de junho de 2024 | Honduras                                    | 3 – 1                                 | Cuba      | Estádio José de la Paz Herrera Uclés, Tegucigalpa  |
| 18:30 (UTC−6)      | Lozano 26' · Rodríguez 45+2' · Castillo 82' | Relatório (FIFA) Relatório (CONCACAF) | Reyes 22' | Público: 10 111 Árbitro: CRC Juan Gabriel Calderón |

| 8 de junho de 2024 | Ilhas Caimã    | 1 – 0                                 | Antígua e Barbuda | Truman Bodden Sports Complex, George Town     |
| 21:00 (UTC−5)      | Campbell 90+1' | Relatório (FIFA) Relatório (CONCACAF) |                   | Público: 637 Árbitro: CAN Pierre-Luc Lauzière |

| 9 de junho de 2024 | Bermudas          | 1 – 6                                 | Honduras                                                                     | Estádio Nacional, Devonshire                |
| 20:00 (UTC−3)      | Lewis 45+4' (pen) | Relatório (FIFA) Relatório (CONCACAF) | Arriaga 14' · Ruiz 49' · Rodríguez 53' · Vega 56' · Najar 62' · Róchez 90+1' | Público: 1 021 Árbitro: MEX Karen Hernández |

| 11 de junho de 2024 | Cuba | 3 – 0                                 | Ilhas Caimã | Estádio Antonio Maceo, Santiago de Cuba |
| 15:30 (UTC−4)       |      | Relatório (FIFA) Relatório (CONCACAF) |             | Árbitro: PAN Fernando Morón             |

| 4 de junho de 2025 | Bermudas                                                             | 5 – 0                                 | Ilhas Caimã | Estádio Nacional, Devonshire |
| 20:00 (UTC−3)      | Lewis 12' (pen) · Parfitt 54' · Hall 64' · Lambe 79' · Carpenter 85' | Relatório (FIFA) Relatório (CONCACAF) |             | Árbitro: USA Rubiel Vásquez  |

| 6 de junho de 2025 | Antígua e Barbuda | 0 – 1                                 | Cuba              | ABFA Technical Centre, Piggotts           |
| 15:00 (UTC−4)      |                   | Relatório (FIFA) Relatório (CONCACAF) | Pedro Bravo 45+8' | Público: 428 Árbitro: TRI Kwinsi Williams |

| 7 de junho de 2025 | Ilhas Caimã | 0 – 1                                 | Honduras            | Truman Bodden Sports Complex, George Town |
| 14:00 (UTC−5)      |             | Relatório (FIFA) Relatório (CONCACAF) | Robinson 86' (g.c.) | Árbitro: DOM Adonis Carrasco              |

| 10 de junho de 2025 | Cuba        | 1 – 2                                 | Bermudas               | Estádio Antonio Maceo, Santiago de Cuba    |
| 16:00 (UTC−4)       | Aguirre 58' | Relatório (FIFA) Relatório (CONCACAF) | Parfitt 6' · Lambe 74' | Público: 3 600 Árbitro: PAN Oliver Vergara |

| 10 de junho de 2025 | Honduras              | 2 – 0                                 | Antígua e Barbuda | Estádio José de la Paz Herrera Uclés, Tegucigalpa |
| 20:00 (UTC−6)       | Montes 49' · Vega 80' | Relatório (FIFA) Relatório (CONCACAF) |                   | Público: 7 905 Árbitro: SLV Waldir García         |

### Grupo B
| Pos | Equipe                | Pts | J | V | E | D | GP | GC | SG  | Classificado  |  |     |     |     |     |     |
| --- | --------------------- | --- | - | - | - | - | -- | -- | --- | ------------- |  | --- | --- | --- | --- | --- |
| 1   | Costa Rica            | 12  | 4 | 4 | 0 | 0 | 17 | 1  | +16 | Terceira fase |  | —   | 2–1 | —   | 4–0 | —   |
| 2   | Trinidad e Tobago     | 7   | 4 | 2 | 1 | 1 | 16 | 7  | +9  | Terceira fase |  | —   | —   | 2–2 | 6–2 | —   |
| 3   | Granada               | 7   | 4 | 2 | 1 | 1 | 11 | 7  | +4  | Eliminados    |  | 0–3 | —   | —   | —   | 6–0 |
| 4   | São Cristóvão e Neves | 3   | 4 | 1 | 0 | 3 | 5  | 13 | −8  | Eliminados    |  | —   | —   | 2–3 | —   | 1–0 |
| 5   | Bahamas               | 0   | 4 | 0 | 0 | 4 | 1  | 22 | −21 | Eliminados    |  | 0–8 | 1–7 | —   | —   | —   |

| 5 de junho de 2024 | Trinidad e Tobago      | 2 – 2                                 | Granada                  | Estádio Hasely Crawford, Port of Spain    |
| 19:30 (UTC−4)      | Telfer 43' · Moore 74' | Relatório (FIFA) Relatório (CONCACAF) | Hippolyte 24' (pen), 28' | Público: 8 500 Árbitro: GUA Mario Escobar |

| 6 de junho de 2024 | Costa Rica                              | 4 – 0                                 | São Cristóvão e Neves | Estádio Nacional, San José              |
| 20:30 (UTC−6)      | Galo 40', 49' · Alcócer 82' · Rojas 84' | Relatório (FIFA) Relatório (CONCACAF) |                       | Público: 15 700 Árbitro: GUA Julio Luna |

| 8 de junho de 2024 | Bahamas    | 1 – 7                                 | Trinidad e Tobago                                                          | SKNFA Technical Center, Basseterre (São Cristóvão e Neves) |
| 17:30 (UTC−4)      | Julmis 87' | Relatório (FIFA) Relatório (CONCACAF) | Shaw 6', 66' · Jones 14' (pen) · Muckette 43', 45' · Moore 56' · James 84' | Público: 165 Árbitro: MEX Marco Ortíz                      |

| 9 de junho de 2024 | Granada | 0 – 3                                 | Costa Rica                          | Estádio de Atletismo Kirani James, São Jorge |
| 17:00 (UTC−4)      |         | Relatório (FIFA) Relatório (CONCACAF) | Ugalde 9' · Zamora 34' · Taylor 70' | Público: 2 780 Árbitro: JAM Steffon Dewar    |

| 11 de junho de 2024 | São Cristóvão e Neves | 1 – 0                                 | Bahamas | Warner Park Sports Complex, Basseterre |
| 16:00 (UTC−4)       | Bristow 12'           | Relatório (FIFA) Relatório (CONCACAF) |         | Público: 539 Árbitro: GUA Walter López |

| 4 de junho de 2025 | Granada                                                                        | 6 – 0                                 | Bahamas | Estádio de Atletismo Kirani James, São Jorge |
| 19:00 (UTC−4)      | Francis 15' · Johnson 36' · Francois 58' · Isaac 72' · Harrack 77' · Lewis 90' | Relatório (FIFA) Relatório (CONCACAF) |         | Público: 2 235 Árbitro: GUY Shavin Greene    |

| 6 de junho de 2025 | Trinidad e Tobago                                                       | 6 – 2                                 | São Cristóvão e Neves    | Estádio Hasely Crawford, Port of Spain     |
| 19:30 (UTC−4)      | García 9' · Sealy 29', 66' · Molino 48' (pen) · Fortune 85' · James 89' | Relatório (FIFA) Relatório (CONCACAF) | Amory 27' · Williams 45' | Público: 20 353 Árbitro: USA Natalie Simon |

| 7 de junho de 2025 | Bahamas | 0 – 8                                 | Costa Rica                                                                                    | Wildey Turf, Wildey (Barbados) |
| 19:00 (UTC−4)      |         | Relatório (FIFA) Relatório (CONCACAF) | Martínez 20' · Mora 37' · Bran 45+2' · Galo 48' · Ugalde 51' · Madrigal 64', 79' · Zamora 90' | Árbitro: GRN Reon Radix        |

| 10 de junho de 2025 | São Cristóvão e Neves       | 2 – 3                                 | Granada                                        | Warner Park Sports Complex, Basseterre      |
| 15:00 (UTC−4)       | Simpson 34' · Sawyers 90+4' | Relatório (FIFA) Relatório (CONCACAF) | Charles-Cook 49' · Francis 76' · Johnson 90+1' | Público: 700 Árbitro: GUA Cristhofer Corado |

| 10 de junho de 2025 | Costa Rica                  | 2 – 1                                 | Trinidad e Tobago | Estádio Nacional, San José                   |
| 19:00 (UTC−6)       | Mitchell 23' · Madrigal 38' | Relatório (FIFA) Relatório (CONCACAF) | García 58'        | Público: 17 000 Árbitro: MEX Daniel Quintero |

### Grupo C
| Pos | Equipe      | Pts | J | V | E | D | GP | GC | SG  | Classificado  |  |     |     |     |     |     |
| --- | ----------- | --- | - | - | - | - | -- | -- | --- | ------------- |  | --- | --- | --- | --- | --- |
| 1   | Curaçau     | 12  | 4 | 4 | 0 | 0 | 15 | 2  | +13 | Terceira fase |  | —   | —   | 4–0 | —   | 4–1 |
| 2   | Haiti       | 9   | 4 | 3 | 0 | 1 | 11 | 7  | +4  | Terceira fase |  | 1–5 | —   | 2–1 | —   | —   |
| 3   | Santa Lúcia | 4   | 4 | 1 | 1 | 2 | 5  | 9  | −4  | Eliminados    |  | —   | —   | —   | 2–2 | 2–1 |
| 4   | Aruba       | 2   | 4 | 0 | 2 | 2 | 3  | 10 | −7  | Eliminados    |  | 0–2 | 0–5 | —   | —   | —   |
| 5   | Barbados    | 1   | 4 | 0 | 1 | 3 | 4  | 10 | −6  | Eliminados    |  | —   | 1–3 | —   | 1–1 | —   |

| 5 de junho de 2024 | Curaçau                                     | 4 – 1                                 | Barbados                 | Estádio Ergilio Hato, Willemstad        |
| 19:30 (UTC−4)      | Janga 25', 62', 86' (pen) · Kastaneer 90+2' | Relatório (FIFA) Relatório (CONCACAF) | Reid-Stephen 90+2' (pen) | Público: 4 254 Árbitro: SLV Iván Barton |

| 6 de junho de 2024 | Haiti                   | 2 – 1                                 | Santa Lúcia | Wildey Turf, Wildey (Barbados)         |
| 17:00 (UTC−4)      | Duverne 47' · Nazon 77' | Relatório (FIFA) Relatório (CONCACAF) | Elva 18'    | Público: 88 Árbitro: USA Ismail Elfath |

| 8 de junho de 2024 | Aruba | 0 – 2                                 | Curaçau                        | Estádio Guillermo Próspero Trinidad, Oranjestad |
| 20:00 (UTC−4)      |       | Relatório (FIFA) Relatório (CONCACAF) | J. Bacuna 58' · Severina 90+6' | Árbitro: MEX César Ramos                        |

| 9 de junho de 2024 | Barbados         | 1 – 3                                 | Haiti                                            | Wildey Turf, Wildey         |
| 17:00 (UTC−4)      | Reid-Stephen 73' | Relatório (FIFA) Relatório (CONCACAF) | Don Deedson 12' · Lacroix 45+1' · Labissiere 84' | Árbitro: CRC Keylor Herrera |

| 11 de junho de 2024 | Santa Lúcia                   | 2 – 2                                 | Aruba                            | Wildey Turf, Wildey (Barbados)        |
| 15:00 (UTC−4)       | Stanislas 45+2' · Pearson 67' | Relatório (FIFA) Relatório (CONCACAF) | Bennett 21' · Marselia 43' (pen) | Público: 42 Árbitro: HON Selvin Brown |

| 4 de junho de 2025 | Barbados         | 1 – 1                                 | Aruba       | Wildey Turf, Wildey        |
| 17:00 (UTC−4)      | Leacock 7' (pen) | Relatório (FIFA) Relatório (CONCACAF) | Luydens 15' | Árbitro: TRI Andrew Samuel |

| 6 de junho de 2025 | Curaçau                                 | 4 – 0                                 | Santa Lúcia | Estádio Ergilio Hato, Willemstad             |
| 19:30 (UTC−4)      | Kastaneer 37', 52', 57' · J. Bacuna 74' | Relatório (FIFA) Relatório (CONCACAF) |             | Público: 7 715 Árbitro: PUR José Raúl Torres |

| 7 de junho de 2025 | Aruba | 0 – 5                                 | Haiti                                                                     | Estádio Guillermo Próspero Trinidad, Oranjestad |
| 17:00 (UTC−4)      |       | Relatório (FIFA) Relatório (CONCACAF) | Jean Jacques 29' · Pierrot 35' · Providence 61' · Nazon 67' · Prunier 86' | Público: 673 Árbitro: MEX Luis Santander        |

| 10 de junho de 2025 | Santa Lúcia         | 2 – 1                                 | Barbados     | Estádio Ergilio Hato, Willemstad (Curaçau) |
| 18:00 (UTC−4)       | Elva 42' (pen), 90' | Relatório (FIFA) Relatório (CONCACAF) | Richards 12' | Público: 144 Árbitro: GUA Sergio Reyna     |

| 10 de junho de 2025 | Haiti           | 1 – 5                                 | Curaçau                                                                   | Estádio Guillermo Próspero Trinidad, Oranjestad (Aruba) |
| 18:00 (UTC−4)       | Don Deedson 61' | Relatório (FIFA) Relatório (CONCACAF) | Kastaneer 12' · Gorré 15' · Margaritha 69' · Felida 89' · Antonisse 90+3' | Público: 1 115 Árbitro: CRC Steven Madrigal             |

### Grupo D
| Pos | Equipe     | Pts | J | V | E | D | GP | GC | SG | Classificado  |  |     |     |     |     |     |
| --- | ---------- | --- | - | - | - | - | -- | -- | -- | ------------- |  | --- | --- | --- | --- | --- |
| 1   | Panamá     | 12  | 4 | 4 | 0 | 0 | 10 | 1  | +9 | Terceira fase |  | —   | 3–0 | 2–0 | —   | —   |
| 2   | Nicarágua  | 9   | 4 | 3 | 0 | 1 | 9  | 4  | +5 | Terceira fase |  | —   | —   | 1–0 | 4–1 | —   |
| 3   | Guiana     | 6   | 4 | 2 | 0 | 2 | 6  | 4  | +2 | Eliminados    |  | —   | —   | —   | 3–0 | 3–1 |
| 4   | Monserrate | 3   | 4 | 1 | 0 | 3 | 3  | 10 | −7 | Eliminados    |  | 1–3 | —   | —   | —   | 1–0 |
| 5   | Belize     | 0   | 4 | 0 | 0 | 4 | 1  | 10 | −9 | Eliminados    |  | 0–2 | 0–4 | —   | —   | —   |

| 5 de junho de 2024 | Nicarágua                                           | 4 – 1                                 | Monserrate | Estádio Nacional, Manágua               |
| 20:00 (UTC−6)      | Moreno 3' · Arteaga 23' · Montes 70' · Medina 90+3' | Relatório (FIFA) Relatório (CONCACAF) | Barzey 9'  | Público: 14 320 Árbitro: USA Tori Penso |

| 6 de junho de 2024 | Panamá                       | 2 – 0                                 | Guiana | Estádio Rommel Fernández, Cidade do Panamá     |
| 19:30 (UTC−5)      | Martínez 62' · Rodríguez 65' | Relatório (FIFA) Relatório (CONCACAF) |        | Público: 8 575 Árbitro: SLV Filiberto Martinez |

| 8 de junho de 2024 | Belize | 0 – 4                                 | Nicarágua                                                 | FFB Field, Belmopan      |
| 18:00 (UTC−6)      |        | Relatório (FIFA) Relatório (CONCACAF) | Hernández 39', 65' · Barrera 56' (pen) · Moreno 89' (pen) | Árbitro: GUA Bryan López |

| 9 de junho de 2024 | Monserrate      | 1 – 3                                 | Panamá                                  | Estádio Nacional, Manágua (Nicarágua)    |
| 19:00 (UTC−6)      | Strawbridge 48' | Relatório (FIFA) Relatório (CONCACAF) | Welch 40' · Fajardo 61' · Rodríguez 70' | Público: 155 Árbitro: SLV Ismael Cornejo |

| 11 de junho de 2024 | Guiana                      | 3 – 1                                 | Belize        | Wildey Turf, Wildey (Barbados)       |
| 18:00 (UTC−4)       | Moore 66', 71' · Gordon 67' | Relatório (FIFA) Relatório (CONCACAF) | Bernárdez 88' | Público: 110 Árbitro: GRN Reon Radix |

| 4 de junho de 2025 | Monserrate | 1 – 0                                 | Belize | Estádio Ato Boldon, Couva (Trindade e Tobago) |
| 17:00 (UTC−4)      | Rogers 2'  | Relatório (FIFA) Relatório (CONCACAF) |        | Público: 93 Árbitro: SKN Kimbell Ward         |

| 6 de junho de 2025 | Nicarágua  | 1 – 0                                 | Guiana | Estádio Nacional, Manágua                       |
| 20:00 (UTC−6)      | Moreno 41' | Relatório (FIFA) Relatório (CONCACAF) |        | Público: 18 532 Árbitro: USA Ekaterina Koroleva |

| 7 de junho de 2025 | Belize | 0 – 2                                 | Panamá                     | FFB Field, Belmopan     |
| 19:00 (UTC−6)      |        | Relatório (FIFA) Relatório (CONCACAF) | Escobar 10' · Guerrero 50' | Árbitro: GUA Julio Luna |

| 10 de junho de 2025 | Guiana                                      | 3 – 0                                 | Monserrate | Synthetic Track and Field Facility, Leonora |
| 20:00 (UTC−4)       | Ferguson 35' · De Rosario 38' · Glasgow 72' | Relatório (FIFA) Relatório (CONCACAF) |            | Público: 530 Árbitro: ARU Ricangel de Leça  |

| 10 de junho de 2025 | Panamá                             | 3 – 0                                 | Nicarágua | Estádio Rommel Fernández, Cidade do Panamá |
| 19:00 (UTC−5)       | Yanis 56' · Díaz 88' · Davis 90+3' | Relatório (FIFA) Relatório (CONCACAF) |           | Árbitro: MEX Ismael Rosario                |

### Grupo E
| Pos | Equipe                   | Pts | J | V | E | D | GP | GC | SG  | Classificado  |  |     |     |     |     |     |
| --- | ------------------------ | --- | - | - | - | - | -- | -- | --- | ------------- |  | --- | --- | --- | --- | --- |
| 1   | Jamaica                  | 12  | 4 | 4 | 0 | 0 | 8  | 2  | +6  | Terceira fase |  | —   | 3–0 | 1–0 | —   | —   |
| 2   | Guatemala                | 9   | 4 | 3 | 0 | 1 | 13 | 5  | +8  | Terceira fase |  | —   | —   | 4–2 | 6–0 | —   |
| 3   | República Dominicana     | 6   | 4 | 2 | 0 | 2 | 11 | 5  | +6  | Eliminados    |  | —   | —   | —   | 5–0 | 4–0 |
| 4   | Dominica                 | 3   | 4 | 1 | 0 | 3 | 5  | 14 | −9  | Eliminados    |  | 2–3 | —   | —   | —   | 3–0 |
| 5   | Ilhas Virgens Britânicas | 0   | 4 | 0 | 0 | 4 | 0  | 11 | −11 | Eliminados    |  | 0–1 | 0–3 | —   | —   | —   |

| 5 de junho de 2024 | Guatemala                                                            | 6 – 0                                 | Dominica | Estádio Doroteo Guamuch Flores, Cidade da Guatemala |
| 20:00 (UTC−6)      | Galindo 4', 48' · Yanes 27' · Rubin 58' · Martínez 78' · Morales 83' | Relatório (FIFA) Relatório (CONCACAF) |          | Público: 18 313 Árbitro: MEX Victor Cáceres         |

| 6 de junho de 2024 | Jamaica       | 1 – 0                                 | República Dominicana | Independence Park, Kingston              |
| 18:30 (UTC−5)      | Nicholson 16' | Relatório (FIFA) Relatório (CONCACAF) |                      | Público: 9 266 Árbitro: CAN Drew Fischer |

| 8 de junho de 2024 | Ilhas Virgens Britânicas | 0 – 3                                 | Guatemala                                       | A. O. Shirley Recreation Ground, Road Town |
| 15:00 (UTC−4)      |                          | Relatório (FIFA) Relatório (CONCACAF) | Castellanos 23' · Rubin 45+3' · Pinto 47' (pen) | Árbitro: TRI Kwinsi Williams               |

| 9 de junho de 2024 | Dominica               | 2 – 3                                 | Jamaica                              | Windsor Park, Roseau                          |
| 15:00 (UTC−4)      | George 82' · Jules 88' | Relatório (FIFA) Relatório (CONCACAF) | Nicholson 30', 79' (pen) · Dixon 42' | Público: 6 500 Árbitro: MEX Fernando Guerrero |

| 11 de junho de 2024 | República Dominicana              | 4 – 0                                 | Ilhas Virgens Britânicas | Estádio Panamericano, San Cristóbal         |
| 20:00 (UTC−4)       | Núñez 2', 31' · Romero 14', 90+3' | Relatório (FIFA) Relatório (CONCACAF) |                          | Público: 1 100 Árbitro: MEX Adonai Escobedo |

| 4 de junho de 2025 | Dominica                     | 3 – 0                                 | Ilhas Virgens Britânicas | Windsor Park, Roseau                      |
| 15:00 (UTC−4)      | Laville 29', 75' · Jules 35' | Relatório (FIFA) Relatório (CONCACAF) |                          | Público: 754 Árbitro: MEX Karen Hernández |

| 6 de junho de 2025 | Guatemala                         | 4 – 2                                 | República Dominicana      | Estádio Cementos Progreso, Cidade da Guatemala |
| 20:00 (UTC−6)      | Santis 6', 59', 62' · Samayoa 53' | Relatório (FIFA) Relatório (CONCACAF) | Romero 16' · Mörschel 36' | Público: 13 642 Árbitro: USA Guido Gonzalez    |

| 7 de junho de 2025 | Ilhas Virgens Britânicas | 0 – 1                                 | Jamaica   | A. O. Shirley Recreation Ground, Road Town |
| 15:00 (UTC−4)      |                          | Relatório (FIFA) Relatório (CONCACAF) | Brown 17' | Público: 1 060 Árbitro: GUA Bryan López    |

| 10 de junho de 2025 | República Dominicana                                                  | 5 – 0                                 | Dominica | Estádio Olímpico Félix Sánchez, Santo Domingo |
| 19:00 (UTC−4)       | Romero 16' · Kaparos 33' · Dollenmayer 39' · Reyes 44' · González 89' | Relatório (FIFA) Relatório (CONCACAF) |          | Público: 6 850 Árbitro: CRC Marianela Araya   |

| 10 de junho de 2025 | Jamaica                      | 3 – 0                                 | Guatemala | Independence Park, Kingston             |
| 18:00 (UTC−5)       | Russell 26' · Brown 37', 73' | Relatório (FIFA) Relatório (CONCACAF) |           | Público: 7 000 Árbitro: CRC David Gómez |

### Grupo F
| Pos | Equipe                   | Pts | J | V | E | D | GP | GC | SG  | Classificado  |  |     |     |     |     |     |
| --- | ------------------------ | --- | - | - | - | - | -- | -- | --- | ------------- |  | --- | --- | --- | --- | --- |
| 1   | Suriname                 | 10  | 4 | 3 | 1 | 0 | 10 | 2  | +8  | Terceira fase |  | —   | —   | 1–0 | 4–1 | —   |
| 2   | El Salvador              | 8   | 4 | 2 | 2 | 0 | 7  | 2  | +5  | Terceira fase |  | 1–1 | —   | 0–0 | —   | —   |
| 3   | Porto Rico               | 7   | 4 | 2 | 1 | 1 | 10 | 2  | +8  | Eliminados    |  | —   | —   | —   | 2–1 | 8–0 |
| 4   | São Vicente e Granadinas | 3   | 4 | 1 | 0 | 3 | 9  | 9  | 0   | Eliminados    |  | —   | 1–3 | —   | —   | 6–0 |
| 5   | Anguila                  | 0   | 4 | 0 | 0 | 4 | 0  | 21 | −21 | Eliminados    |  | 0–4 | 0–3 | —   | —   | —   |

| 5 de junho de 2024 | Suriname                                                       | 4 – 1                                 | São Vicente e Granadinas | Estádio Dr. Ir. Franklin Essed, Paramaribo |
| 18:00 (UTC−3)      | Becker 39' (pen) · Hilterman 45+2' · Lonwijk 46' · Montnor 70' | Relatório (FIFA) Relatório (CONCACAF) | Anderson 31'             | Público: 3 220 Árbitro: USA Joe Dickerson  |

| 6 de junho de 2024 | El Salvador | 0 – 0                                 | Porto Rico | Estádio Cuscatlán, San Salvador            |
| 20:30 (UTC−6)      |             | Relatório (FIFA) Relatório (CONCACAF) |            | Público: 10 851 Árbitro: HON Said Martínez |

| 8 de junho de 2024 | Anguila | 0 – 4                                 | Suriname                                         | Raymond E. Guishard Technical Centre, The Valley |
| 15:30 (UTC−4)      |         | Relatório (FIFA) Relatório (CONCACAF) | Conraad 10', 75' · Pinas 62' · Austin 87' (g.c.) | Público: 600 Árbitro: SKN Hakeem Harvey          |

| 9 de junho de 2024 | São Vicente e Granadinas | 1 – 3                                 | El Salvador                              | Estádio Dr. Ir. Franklin Essed, Paramaribo (Suriname) |
| 16:00 (UTC−3)      | Anderson 43'             | Relatório (FIFA) Relatório (CONCACAF) | Henríquez 10' · Tejada 60' · Bonilla 83' | Público: 200 Árbitro: GUY Shavin Greene               |

| 11 de junho de 2024 | Porto Rico                                                                                     | 8 – 0                                 | Anguila | Estádio Juan Ramón Loubriel, Bayamón       |
| 20:00 (UTC−4)       | de León 21' (pen), 51' · Ydrach 33' · Rivera 48', 65' · Antonetti 58' · Ríos 70' · Cardona 90' | Relatório (FIFA) Relatório (CONCACAF) |         | Público: 10 000 Árbitro: JAM Oshane Nation |

| 4 de junho de 2025 | São Vicente e Granadinas                                                        | 6 – 0                                 | Anguila | Estádio Arnos Vale, Kingstown             |
| 19:00 (UTC−4)      | Anderson 20', 69' · Stewart 25' (pen) · Joseph 59' · Edwards 61' · Franklyn 85' | Relatório (FIFA) Relatório (CONCACAF) |         | Público: 3 500 Árbitro: JAM Steffon Dewar |

| 6 de junho de 2025 | Suriname    | 1 – 0                                 | Porto Rico | Estádio Dr. Ir. Franklin Essed, Paramaribo |
| 19:00 (UTC−3)      | Montnor 79' | Relatório (FIFA) Relatório (CONCACAF) |            | Árbitro: HON Nelson Salgado                |

| 7 de junho de 2025 | Anguila | 0 – 3                                 | El Salvador                          | Raymond E. Guishard Technical Centre, The Valley |
| 15:00 (UTC−4)      |         | Relatório (FIFA) Relatório (CONCACAF) | Ortíz 30' · Gil 45+5' · Alvarado 77' | Público: 543 Árbitro: CAN Filip Dujic            |

| 10 de junho de 2025 | Porto Rico                     | 2 – 1                                 | São Vicente e Granadinas | Estádio de Atletismo de Mayagüez, Mayagüez |
| 21:00 (UTC−4)       | Antonetti 11' · Echevarria 77' | Relatório (FIFA) Relatório (CONCACAF) | Anderson 47'             | Árbitro: DOM Randy Solano                  |

| 10 de junho de 2025 | El Salvador | 1 – 1                                 | Suriname    | Estádio Cuscatlán, San Salvador          |
| 19:00 (UTC−6)       | Gil 32'     | Relatório (FIFA) Relatório (CONCACAF) | Lonwijk 19' | Público: 20 675 Árbitro: USA Jon Freemon |